# 甲府市立城南中学校
甲府市立城南中学校（こうふしりつ じょうなんちゅうがっこう）は、山梨県甲府市大里町にある公立中学校。地元では「城南」（じょうなん）と略称されている。

## 沿革
- 1974年（昭和49年) 4月 - 甲府市立山城中学校と玉穂村立玉穂中学校を統合して甲府市玉穂村中学校組合立城南中学校として設立
- 1985年（昭和60年）4月 - 玉穂村の町制施行により甲府市玉穂町中学校組合立城南中学校と改称
- 1987年（昭和62年）4月1日 - 創立

市立甲府病院内に、分校あり(設置時期未詳　)

## 校歌
- 作詞: 岩波民造・作曲: 平井康三郎
- 準校歌として、前身校の設立時の記念歌として作られた「城南中讃歌」があり、校歌作曲以前の卒業生は主にこちらを歌う。

## 教育目標
- 「知識を磨き、たくましい心と体を持った生徒の育成」

## 実践目標
- 気持ちよいあいさつができ、礼儀正しい生徒
- 自ら意欲的に学び、共に高めあう生徒
- 命を大切にし、思い遣る心を持つ生徒
- 健康で体力の向上に努める生徒

## 在籍生徒・職員
- 生徒768名
- 職員42名　（平成19年5月1日現在）

## 出身者
- 横山友美佳 - 元バレーボール選手
- 堀米勇輝 - サッカー選手（ヴァンフォーレ甲府）
- 石原大助 - サッカー選手（ヴァンフォーレ甲府）